# Барг, Шарль
Шарль Барг (фр. Charles Bargue, 1826/1827 — 6 апреля 1883) — французский художник и литограф, получил известность как педагог.

## Биография
Занимался живописью и литографией. Учился у Жана-Леона Жерома (фр. Jean-Léon Gérôme, 1824—1904). Некоторые искусствоведы высказывают сомнения в отношении этого факта. Барг работал в тесном контакте с Жеромом и находился под влиянием его стиля. Создал большое количество картин бытового жанра, особенно на сюжеты из жизни Северной Африки и арабского Востока. Самой значительной работой художника стала его последняя картина «Игра в шахматы на террасе».
Художник не экспонировал свои работы на Парижских салонах. Барг работал по частным заказам узкого круга коллекционеров, особой популярностью его картины пользовались у американских коллекционеров. В 1867—1868 годах он был удостоен медали за свои литографии.
Интерес к творчеству художника возродился после длительного периода забвения в 2003 году выставкой «Charles Bargue: The Art of Drawing» в Dahesh Museum of Art.

## Педагогическая деятельность
Создал в соавторстве с Ж.-Л. Жеромом «Пособие по рисованию» («Курс обучения рисунку»). К созданию этого курса привела развернувшаяся дискуссия. Парижская выставка студенческих работ, состоявшаяся в 1865 году, привела к убеждению, что экспонаты обладают низкими художественными достоинствами. Курс был опубликован в период между 1867 и 1870 годами тремя отдельными книгами издательством Goupil & Cie. «Курс обучения рисунку» является библиографическим раритетом. Альбом существовал в виде разрозненных листов, полный экземпляр был только один в лондонской Национальной художественной галерее Виктории и Альберта. В 1991 году в музее Гупий (Бордо) были найдены другие два экземпляра.
Первые две части книги были предназначены для художественных училищ и школ декоративного искусства. Третью часть предполагалось использовать в художественных академиях. Состоит из 197 литографий, отпечатанных на отдельных листах. Включает три главы:
- Modèles d’après la bosse (1867 год);
- Modèles d’après les maîtres (1868 год);
- Exercices au fusain pour préparer à l'étude de l’académie d’après nature (1870 год).

Курс широко использовался до начала XX века. Представляет собой несколько альбомов-таблиц, к каждой из которых прилагалась инструкция по выполнению подобного рисунка. Он соединяет достижения реализма и академизма.
Обучение начиналось с рисования частей человеческого лица и всей головы, вначале гипсовой, затем живой. Затем осуществлялся переход к изображению деталей фигуры человека: кистей рук и ног, всей руки и ноги Только после этого переходили к зарисовке торса. Изображение полной фигуры человека также осуществлялось первоначально с гипсового слепка, после этого переходили к изображению живой обнажённой натуры. Завершением курса было изображение животных.
Пособие впервые предложило чёткую и обоснованную последовательность усложнения учебных заданий. К каждому этапу прилагались образцы рисунков. Однако качество бумаги и печати были невысокими.
Плохо различимы были фактура карандаша, угля. Само пособие Барга носило компилятивный характер (некоторые методические приёмы и даже таблицы были результатом заимствования).
Среди художников, внимательно изучавших курс Барга, были Пабло Пикассо и Винсент Ван Гог, который скопировал все литографии пособия в 1880/1881 годах, и (но уже только их часть) снова в 1890 году. Курс переиздан в 2003 году.

## Галерея

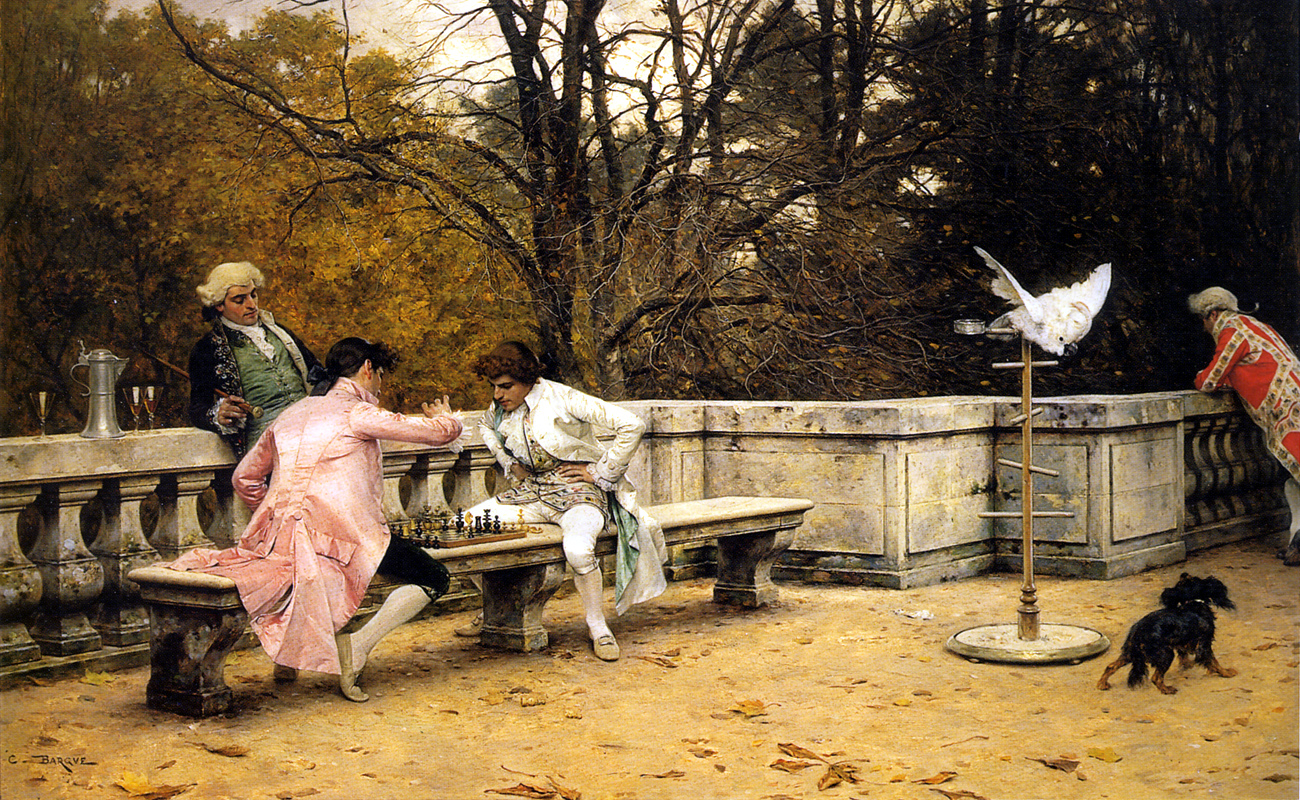
Игра в шахматы на террасе. 1883
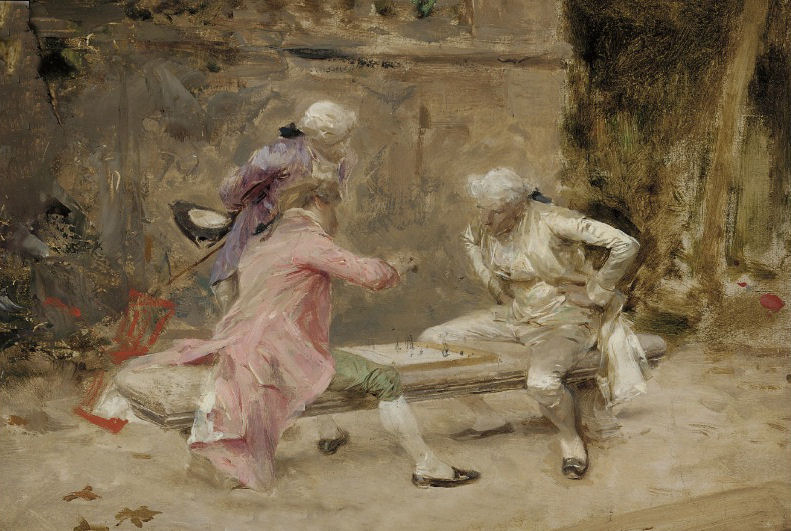
Игра в шахматы. Частное собрание
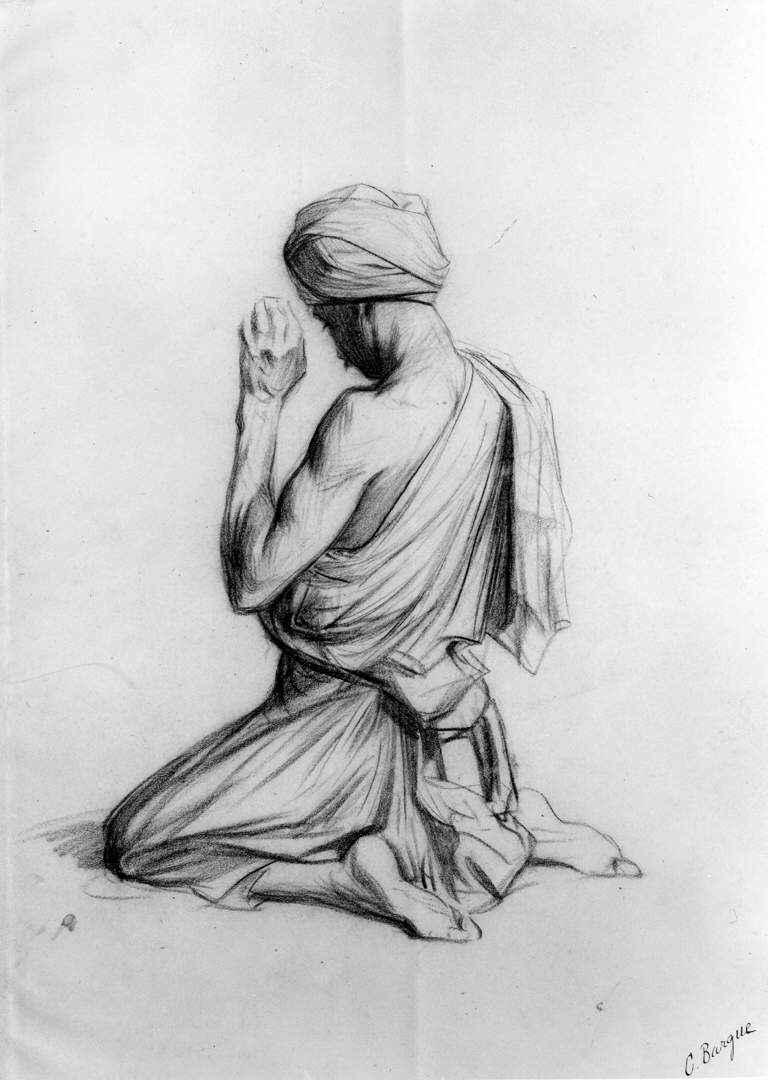
Араб на молитве, 1883
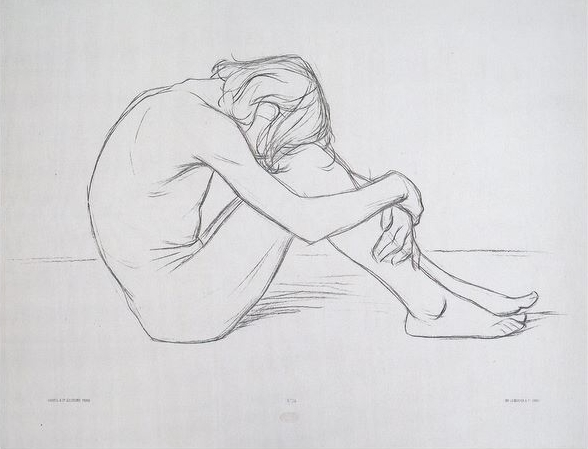
Литография из пособия Курс обучения рисунку, Часть 3. 1871
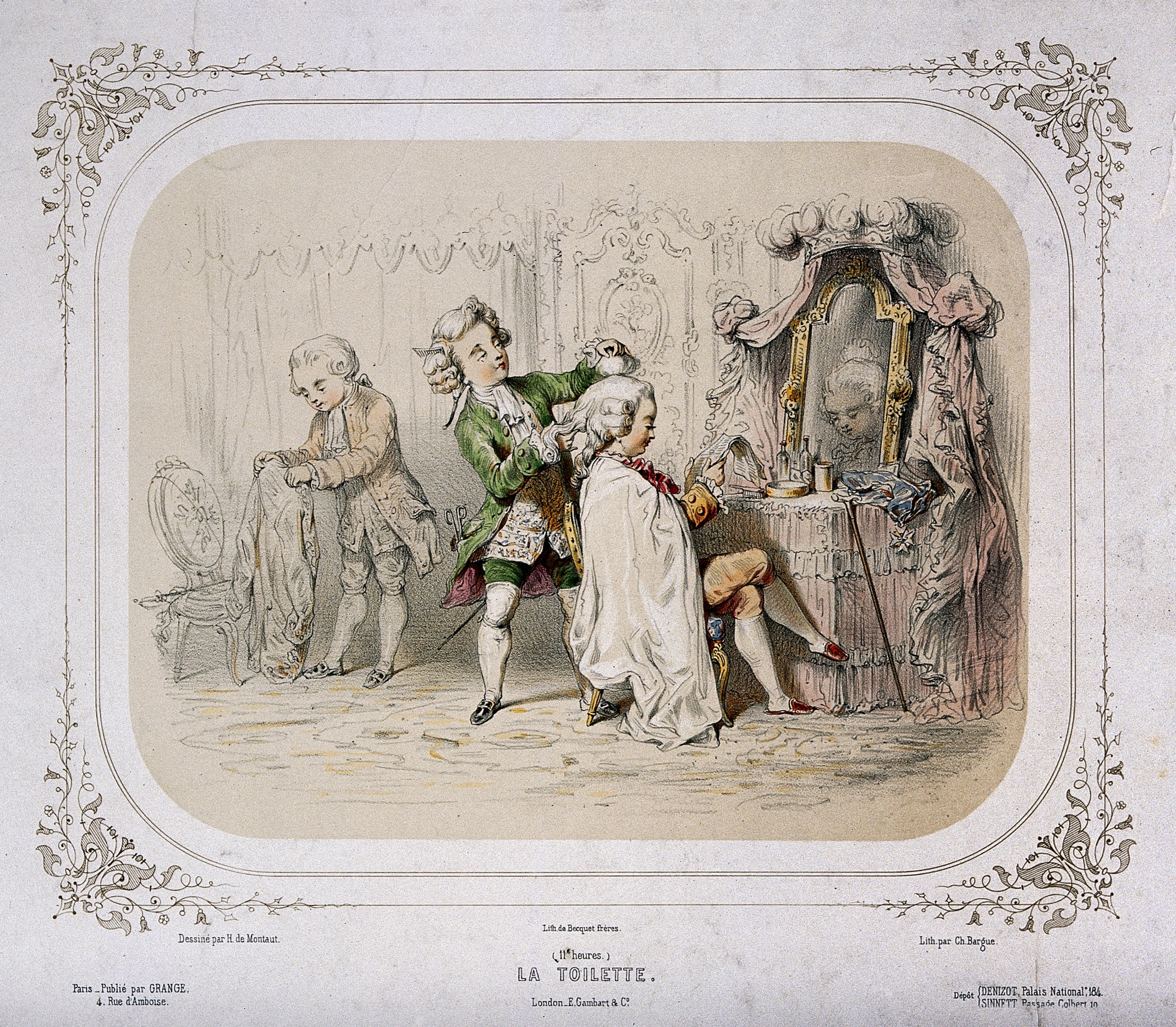
Дети играющие во взрослых. Парикмахерская. Литография по картине H. de Montaut